# Namibornis
Namibornis is een geslacht van zangvogels uit de familie vliegenvangers (Muscicapidae). Er is één soort:
- Namibornis herero – Hererotapuit